# Hadleigh
Hadleigh este un oraș în comitatul Suffolk, regiunea East, Anglia. Orașul se află în districtul Babergh a cărui reședință este. 